# 江紹甲
江紹甲（？—？），字英弁，花縣洛場村人，商人。畢業於廣雅書院及廣東法院專門學堂。民國6年與江直亭、江一鳴等出版《花縣僑商雜誌》，報導家鄉及各埠鄉親的信息，開花縣僑刊先河。民國15年，與鄉僑合股在廣州經營誠記昌銀號。 民國16年，在香港獨資創辦恒昌押。 民國19年又增辦恒貞大押。1930年代陳濟棠主粵期間曾任廣東軍第一軍上校軍需主任，後當選為廣東省參議員。後往美國經商。逝世後其商店、企業由兒子江尚雅及江典雅繼承。